# Tommy Page
Thomas Alden Page (24. května 1970 Glen Ridge – 3. března 2017) byl americký zpěvák a skladatel, známý především díky hitu „I'll Be Your Everything“ z roku 1990. Později působil jako manažer v hudebním průmyslu. Spolupracoval s mnoha umělci, včetně New Kids on the Block, Michaela Boltona a Diane Warrenové.

## Životopis
Thomas Alden Page se narodil 24. května 1970 v Glen Ridge v New Jersey otci Fredovi a matce Miriam Page. Měl bratry Billa a Jamese a sestru Janet. V roce 1985 vystudoval střední školu Jamese Caldwella a později Stern School of Business na Newyorské univerzitě.
Své první studiové album Tommy Page vydal již v roce 1988, ale proslavil se až v roce 1990 se svou písní „I'I'll Be Your Everything“ umístil na 1. místě týdeníku Billboard. Rovněž začal koncertovat se skupinou New Kids on the Block a zpěvačkou Debbie Gibson. Společně se objevili v jedné epizodě sitcomu Plný dům.
Všechny jeho studiová alba byly populární převážně v jihovýchodní Asii, kde každoročně koncertoval.
V roce 2011 se rozhodl upřednostnit kariéru manažera a hudebního producenta před pozicí zpěváka. Dlouhodobě působil ve společnosti Warner Records, kde pomáhal formovat kariéru Michaela Bublého, Alanis Morissette, Joshe Grobana a Green Day. V dubnu 2013 se stal ředitelem hudební společnosti Pandora Internet Media. Rovněž pracoval v hudebním časopisu Billboard a v době své smrti pracoval jako viceprezident The Village Voice.
Dne 3. března 2017 spáchal sebevraždu oběšením v East Stroudsburgu v Pensylvánii ve věku 46 let. Zůstal po něm manžel Charlie a tři děti.

## Diskografie

### Studiová alba
- Tommy Page (1988)
- Paintings in My Mind (1990)
- From the Heart (1991)
- A Friend to Rely on (1992)
- Time (1994)
- Loving You (1996)
- Ten 'Til Midnight (2000)

### Kompilační alba
- Greatest Hits: Dedicated to You (2000)
- My Favorites (2016)

### EP
- Republic of Idols (R.O.I.) (1990)